# Paul Broun
Paul Collins Broun, född 14 maj 1946 i Atlanta, Georgia, är en amerikansk republikansk politiker. Han representerade delstaten Georgias tionde distrikt i USA:s representanthus 2007–2015.
Broun avlade kandidatexamen vid University of Georgia och läkarexamen vid Medical College of Georgia.
Broun förlorade mot sittande kongressledamoten Richard Ray i kongressvalet 1990.
Kongressledamot Charlie Norwood avled 2007 i ämbetet och Broun fyllnadsvaldes till representanthuset.